# Teresópolis
Teresópolis város Brazíliában, Rio de Janeiro államban. Lakosainak száma 165 123 fő (2022). Teresópolis Cachoeiras de Macacu községgel határos.

## Népesség
A település népességének változása:
| Lakosok száma | 138 081 | 163 746 | 184 240 | 165 123 |
|               | 2000    | 2010    | 2020    | 2022    |